# 8 août aux Jeux olympiques d'été de 2016
Le lundi 8 août aux Jeux olympiques d'été de 2016 est le sixième jour de compétition.

## Faits marquants
- À l'occasion de leur rencontre au 4e tour du tournoi de simple messieurs de tennis de table, Dimitrij Ovtcharov et Bojan Tokič battent le record du plus grand nombre de points inscrits lors d'un même set, remporté sur le score de 33 à 31 par le Slovaque, en 26 minutes[1].

## Programme
| Heure UTC−3 (Rio de Janeiro)                  |               |
| bleu                                          | Cérémonie     |
| neutre                                        | Épreuve       |
| or                                            | Finale        |
| orange                                        | Petite finale |
| rose                                          | Reporté       |
| gris                                          | Annulé        |
| Compétition masculine                         | Hommes        |
| Compétition féminine                          | Femmes        |
| Compétition mixte (hommes et femmes mélangés) | Mixte         |
| Compétition en couple (1 homme et 1 femme)    | Couple        |
| modifier                                      |               |

| Horaire | Discipline Spécialité | Discipline Spécialité                               | Discipline Spécialité                         | Phase                              | Résultats                                                                               | Références |
| ------- | --------------------- | --------------------------------------------------- | --------------------------------------------- | ---------------------------------- | --------------------------------------------------------------------------------------- | ---------- |
| 8 h 30  |                       | Aviron Skiff                                        | Compétition hommes                            | Reporté                            | -                                                                                       |            |
| 8 h 30  |                       | Aviron Quatre de couple                             | Compétition hommes                            | Repêchages                         | -                                                                                       |            |
| 8 h 40  |                       | Aviron Quatre de couple                             | Compétition femmes                            | Repêchages                         | -                                                                                       |            |
| 8 h 50  |                       | Aviron Skiff                                        | Compétition femmes                            | Reporté                            | -                                                                                       |            |
| 8 h 50  |                       | Aviron Huit                                         | Compétition femmes                            | Qualifications                     | -                                                                                       |            |
| 9 h     |                       | Escrime Sabre individuel                            | Compétition femmes                            | 16e de finale                      | -                                                                                       | -          |
| 9 h     |                       | Escrime Sabre individuel                            | Compétition femmes                            | 8e de finale                       | -                                                                                       | -          |
| 9 h     |                       | Escrime Sabre individuel                            | Compétition femmes                            | Quarts de finale                   | -                                                                                       | -          |
| 9 h     |                       | Tir Carabine à 10 m air comprimé                    | Compétition hommes                            | Qualifications                     | -                                                                                       | -          |
| 9 h     |                       | Tir à l'arc Individuel                              | Compétition hommes                            | 32e de finale                      | -                                                                                       | -          |
| 9 h     |                       | Tir à l'arc Individuel                              | Compétition femmes                            | 32e de finale                      | -                                                                                       | -          |
| 9 h     |                       | Tir à l'arc Individuel                              | Compétition hommes                            | 16e de finale                      | -                                                                                       | -          |
| 9 h     |                       | Tir à l'arc Individuel                              | Compétition femmes                            | 16e de finale                      | -                                                                                       | -          |
| 9 h 10  |                       | Aviron Deux sans barreur                            | Compétition femmes                            | Reporté                            | -                                                                                       |            |
| 9 h 10  |                       | Aviron Huit                                         | Compétition hommes                            | Qualifications                     | -                                                                                       |            |
| 9 h 20  |                       | Aviron Deux de couple poids légers                  | Compétition femmes                            | Reporté                            | -                                                                                       |            |
| 9 h 30  |                       | Aviron Skiff                                        | Compétition hommes                            | Repêchages                         | -                                                                                       |            |
| 9 h 30  |                       | Handball Tournoi féminin                            | Compétition femmes                            | Tour préliminaire Poule B          | Corée du Sud 28-31 Suède                                                                |            |
| 9 h 30  |                       | Tir Trap                                            | Compétition hommes                            | Qualifications                     | -                                                                                       | -          |
| 9 h 30  |                       | Volley-ball Tournoi féminin                         | Compétition femmes                            | Tour préliminaire Groupe B         | Chine 3-0 Italie                                                                        |            |
| 9 h 40  |                       | Aviron Deux de couple poids légers                  | Compétition hommes                            | Reporté                            | -                                                                                       | -          |
| 10 h    |                       | Aviron Quatre de couple                             | Compétition hommes                            | Reporté                            | -                                                                                       | -          |
| 10 h    |                       | Aviron Skiff                                        | Compétition femmes                            | Repêchages                         | -                                                                                       |            |
| 10 h    |                       | Beach-volley Tournoi masculin                       | Compétition hommes                            | Phase de poules                    | -                                                                                       | -          |
| 10 h    |                       | Beach-volley Tournoi féminin                        | Compétition femmes                            | Phase de poules                    | -                                                                                       | -          |
| 10 h    |                       | Haltérophilie Moins de 62 kg                        | Compétition hommes                            | Groupe B                           | -                                                                                       | -          |
| 10 h    |                       | Judo Moins de 57 kg                                 | Compétition femmes                            | Premiers tours et quarts de finale | -                                                                                       | -          |
| 10 h    |                       | Judo Moins de 73 kg                                 | Compétition hommes                            | Premiers tours et quarts de finale | -                                                                                       | -          |
| 10 h    |                       | Tennis de table Simple                              | Compétition hommes                            | 3e tour                            | -                                                                                       | -          |
| 10 h    |                       | Tennis de table Simple                              | Compétition femmes                            | 3e tour                            | -                                                                                       | -          |
| 10 h 10 |                       | Aviron Quatre de couple                             | Compétition femmes                            | Reporté                            | -                                                                                       |            |
| 10 h 20 |                       | Aviron Quatre sans barreur                          | Compétition hommes                            | Reporté                            | -                                                                                       |            |
| 10 h 20 |                       | Water-polo Tournoi masculin                         | Compétition hommes                            | Premier tour Groupe B              | Italie 11-8 France                                                                      |            |
| 10 h 30 |                       | Aviron Huit                                         | Compétition femmes                            | Annulé                             | -                                                                                       | -          |
| 10 h 30 |                       | Aviron Deux de couple                               | Compétition hommes                            | Repêchages                         | -                                                                                       |            |
| 10 h 40 |                       | Aviron Deux sans barreur                            | Compétition femmes                            | Repêchages                         | -                                                                                       |            |
| 10 h 45 |                       | Tennis Simple                                       | Compétition hommes                            | 2d tour                            | -                                                                                       | -          |
| 10 h 45 |                       | Tennis Simple                                       | Compétition femmes                            | 2d tour                            | -                                                                                       | -          |
| 10 h 45 |                       | Tennis Double                                       | Compétition hommes                            | 2d tour                            | -                                                                                       | -          |
| 10 h 45 |                       | Tennis Double                                       | Compétition femmes                            | 2d tour                            | -                                                                                       | -          |
| 10 h 50 |                       | Aviron Huit                                         | Compétition hommes                            | Annulé                             | -                                                                                       | -          |
| 10 h 50 |                       | Aviron Deux sans barreur                            | Compétition hommes                            | Repêchages                         | -                                                                                       |            |
| 11 h    |                       | Aviron Quatre de couple poids légers                | Compétition hommes                            | Repêchages                         | -                                                                                       |            |
| 11 h    |                       | Boxe Poids mi-mouches (−49 kg)                      | Compétition hommes                            | Phase préliminaire                 | -                                                                                       |            |
| 11 h    |                       | Boxe Poids welters (−69 kg)                         | Compétition hommes                            | Phase préliminaire                 | -                                                                                       |            |
| 11 h    |                       | Boxe Poids moyens (−75 kg)                          | Compétition hommes                            | Phase préliminaire                 | -                                                                                       |            |
| 11 h    |                       | Boxe Poids lourds (−91 kg)                          | Compétition hommes                            | Phase préliminaire                 | -                                                                                       |            |
| 11 h 10 |                       | Aviron Deux sans barreur poids légers               | Compétition femmes                            | Qualifications                     | -                                                                                       |            |
| 11 h 30 |                       | Handball Tournoi féminin                            | Compétition femmes                            | Tour préliminaire Poule B          | France 25-26 Russie                                                                     |            |
| 11 h 35 |                       | Volley-ball Tournoi féminin                         | Compétition femmes                            | Tour préliminaire Groupe A         | Japon 3-0 Cameroun                                                                      |            |
| 11 h 40 |                       | Water-polo Tournoi masculin                         | Compétition hommes                            | Premier tour Groupe B              | États-Unis 9-10 Espagne                                                                 |            |
| 11 h 50 |                       | Aviron Deux de couple poids légers                  | Compétition hommes                            | Qualifications                     | -                                                                                       |            |
| 12 h    |                       | Basket-ball Tournoi féminin                         | Compétition femmes                            | Premier tour Groupe B              | Espagne 63-103 États-Unis                                                               |            |
| 12 h    |                       | Tir Carabine à 10 m air comprimé                    | Compétition hommes                            | Finale                             | Niccolò Campriani · Serhiy Kulish · Vladimir Maslennikov                                |            |
| 12 h 30 |                       | Aviron Deux sans barreur                            | Compétition femmes                            | Qualifications                     | -                                                                                       |            |
| 12 h 30 |                       | Canoë-kayak (slalom) C2                             | Compétition hommes                            | Séries                             | -                                                                                       | -          |
| 12 h 30 |                       | Canoë-kayak (slalom) K1                             | Compétition femmes                            | Séries                             | -                                                                                       | -          |
| 12 h 30 |                       | Haltérophilie Moins de 58 kg                        | Compétition femmes                            | Groupe B                           | -                                                                                       | -          |
| 12 h 30 |                       | Rugby à sept Tournoi féminin                        | Compétition femmes                            | Match pour la 11e place            | Kenya 22-10 Colombie                                                                    |            |
| 13 h    |                       | Aviron Deux sans barreur                            | Compétition hommes                            | Qualifications                     | -                                                                                       |            |
| 13 h    |                       | Natation 200 m papillon                             | Compétition hommes                            | Séries                             | -                                                                                       | -          |
| 13 h    |                       | Natation 400 m nage libre                           | Compétition femmes                            | Séries                             | -                                                                                       | -          |
| 13 h    |                       | Natation 100 m dos                                  | Compétition femmes                            | Séries                             | -                                                                                       | -          |
| 13 h    |                       | Natation 100 m brasse                               | Compétition femmes                            | Séries                             | -                                                                                       | -          |
| 13 h    |                       | Rugby à sept Tournoi féminin                        | Compétition femmes                            | Match pour la 9e place             | Japon 5-33 Brésil                                                                       |            |
| 13 h    |                       | Voile Laser standard                                | Compétition hommes                            | Manche 1                           | -                                                                                       | -          |
| 13 h    |                       | Voile Laser radial                                  | Compétition femmes                            | Manche 1                           | -                                                                                       | -          |
| 13 h    |                       | Voile RS : X                                        | Compétition hommes                            | Manche 1                           | -                                                                                       | -          |
| 13 h    |                       | Voile RS : X                                        | Compétition femmes                            | Manche 1                           | -                                                                                       | -          |
| 13 h    |                       | Water-polo Tournoi masculin                         | Compétition hommes                            | Premier tour Groupe A              | Serbie 9-9 Grèce                                                                        |            |
| 13 h 30 |                       | Rugby à sept Tournoi féminin                        | Compétition femmes                            | Demi-finale pour les places 5 à 8  | France 24-12 Espagne                                                                    |            |
| 14 h    |                       | Rugby à sept Tournoi féminin                        | Compétition femmes                            | Demi-finale pour les places 5 à 8  | Fidji 7-12 États-Unis                                                                   |            |
| 14 h 15 |                       | Basket-ball Tournoi masculin                        | Compétition hommes                            | Premier tour Groupe A              | Serbie 80-95 Australie                                                                  |            |
| 14 h 15 |                       | Basket-ball Tournoi féminin                         | Compétition femmes                            | Premier tour Groupe B              | Canada 71-67 Serbie                                                                     |            |
| 14 h 30 |                       | Rugby à sept Tournoi féminin                        | Compétition femmes                            | Cup Demi-finale                    | Australie 17-5 Canada                                                                   |            |
| 14 h 30 |                       | Voile RS : X                                        | Compétition hommes                            | Manche 2                           | -                                                                                       | -          |
| 14 h 30 |                       | Voile RS : X                                        | Compétition femmes                            | Manche 2                           | -                                                                                       | -          |
| 14 h 40 |                       | Handball Tournoi féminin                            | Compétition femmes                            | Tour préliminaire Poule A          | Espagne 24-27 Norvège                                                                   |            |
| 15 h    |                       | Équitation Concours complet                         | Compétition mixte (hommes et femmes ensemble) | Épreuve de cross                   | -                                                                                       | -          |
| 15 h    |                       | Rugby à sept Tournoi féminin                        | Compétition femmes                            | Cup Demi-finale                    | Grande-Bretagne 7-25 Nouvelle-Zélande                                                   |            |
| 15 h    |                       | Tir Trap                                            | Compétition hommes                            | Finale                             | Josip Glasnović · Giovanni Pellielo · Edward Ling                                       |            |
| 15 h    |                       | Tir à l'arc Individuel                              | Compétition hommes                            | 32e de finale                      | -                                                                                       | -          |
| 15 h    |                       | Tir à l'arc Individuel                              | Compétition femmes                            | 32e de finale                      | -                                                                                       | -          |
| 15 h    |                       | Tir à l'arc Individuel                              | Compétition hommes                            | 16e de finale                      | -                                                                                       | -          |
| 15 h    |                       | Tir à l'arc Individuel                              | Compétition femmes                            | 16e de finale                      | -                                                                                       | -          |
| 15 h    |                       | Volley-ball Tournoi féminin                         | Compétition femmes                            | Tour préliminaire Groupe B         | États-Unis 3-2 Pays-Bas                                                                 |            |
| 15 h 30 |                       | Beach-volley Tournoi masculin                       | Compétition hommes                            | Phase de poules                    | -                                                                                       | -          |
| 15 h 30 |                       | Beach-volley Tournoi féminin                        | Compétition femmes                            | Phase de poules                    | -                                                                                       | -          |
| 15 h 30 |                       | Haltérophilie Moins de 58 kg                        | Compétition femmes                            | Groupe A                           | -                                                                                       | -          |
| 15 h 30 |                       | Haltérophilie Moins de 58 kg                        | Compétition femmes                            | Finale                             | Sukanya Srisurat · Pimsiri Sirikaew · Kuo Hsing-chun                                    |            |
| 15 h 30 |                       | Judo Moins de 57 kg                                 | Compétition femmes                            | Repêchages et demi-finales         | -                                                                                       | -          |
| 15 h 30 |                       | Judo Moins de 73 kg                                 | Compétition hommes                            | Repêchages et demi-finales         | -                                                                                       | -          |
| 15 h 30 |                       | Judo Moins de 57 kg                                 | Compétition femmes                            | Finale                             | Rafaela Silva · Dorjsürengiin Sumiyaa · Telma Monteiro et Kaori Matsumoto               |            |
| 15 h 30 |                       | Judo Moins de 73 kg                                 | Compétition hommes                            | Finale                             | Shohei Ono · Rustam Orujov · Lasha Shavdatuashvili et Dirk Van Tichelt                  |            |
| 15 h 30 |                       | Voile Laser standard                                | Compétition hommes                            | Manche 2                           | -                                                                                       | -          |
| 15 h 30 |                       | Voile Laser radial                                  | Compétition femmes                            | Manche 2                           | -                                                                                       | -          |
| 16 h    |                       | Escrime Sabre individuel                            | Compétition femmes                            | Demi-finales                       | -                                                                                       | -          |
| 16 h    |                       | Escrime Sabre individuel                            | Compétition femmes                            | Petite finale                      | Manon Brunet 10-15 Olha Kharlan                                                         |            |
| 16 h    |                       | Escrime Sabre individuel                            | Compétition femmes                            | Finale                             | Yana Egorian 15-14 Sofia Velikaïa                                                       |            |
| 16 h    |                       | Gymnastique artistique Concours général par équipes | Compétition hommes                            | Finale                             | Japon · Russie · Chine                                                                  |            |
| 16 h    |                       | Plongeon Haut-vol à 10 mètres synchronisé           | Compétition hommes                            | Finale                             | Chen Aisen et Lin Yue · David Boudia et Steele Johnson · Tom Daley et Daniel Goodfellow | -          |
| 16 h    |                       | Tennis de table Simple                              | Compétition hommes                            | 4e tour                            | -                                                                                       | -          |
| 16 h    |                       | Tennis de table Simple                              | Compétition femmes                            | 4e tour                            | -                                                                                       | -          |
| 16 h    |                       | Voile RS : X                                        | Compétition hommes                            | Manche 3                           | -                                                                                       | -          |
| 16 h    |                       | Voile RS : X                                        | Compétition femmes                            | Manche 3                           | -                                                                                       | -          |
| 16 h 40 |                       | Handball Tournoi féminin                            | Compétition femmes                            | Tour préliminaire Poule A          | Brésil 26-13 Roumanie                                                                   |            |
| 17 h    |                       | Boxe Poids welters (−69 kg)                         | Compétition hommes                            | Phase préliminaire                 | -                                                                                       |            |
| 17 h    |                       | Boxe Poids moyens (−75 kg)                          | Compétition hommes                            | Phase préliminaire                 | -                                                                                       |            |
| 17 h 5  |                       | Volley-ball Tournoi féminin                         | Compétition femmes                            | Tour préliminaire Groupe B         | Serbie 3-0 Porto Rico                                                                   |            |
| 17 h 30 |                       | Basket-ball Tournoi féminin                         | Compétition femmes                            | Premier tour Groupe A              | Japon 82-66 Brésil                                                                      |            |
| 17 h 30 |                       | Rugby à sept Tournoi féminin                        | Compétition femmes                            | Match pour la 7e place             | Espagne 21-0 Fidji                                                                      |            |
| 18 h    |                       | Rugby à sept Tournoi féminin                        | Compétition femmes                            | Match pour la 5e place             | France 5-19 États-Unis                                                                  |            |
| 18 h 30 |                       | Rugby à sept Tournoi féminin                        | Compétition femmes                            | Petite finale                      | Canada 33-10 Grande-Bretagne                                                            |            |
| 18 h 45 |                       | Tennis Simple                                       | Compétition hommes                            | 2e tour                            | -                                                                                       | -          |
| 18 h 45 |                       | Tennis Simple                                       | Compétition femmes                            | 2e tour                            | -                                                                                       | -          |
| 18 h 45 |                       | Tennis Double                                       | Compétition hommes                            | 2e tour                            | -                                                                                       | -          |
| 18 h 45 |                       | Tennis Double                                       | Compétition femmes                            | 2e tour                            | -                                                                                       | -          |
| 19 h    |                       | Basket-ball Tournoi masculin                        | Compétition hommes                            | Premier tour Groupe A              | États-Unis 113-69 Venezuela                                                             |            |
| 19 h    |                       | Haltérophilie Moins de 62 kg                        | Compétition hommes                            | Groupe A                           | -                                                                                       | -          |
| 19 h    |                       | Haltérophilie Moins de 62 kg                        | Compétition hommes                            | Finale                             | Óscar Figueroa · Eko Yuli Irawan · Farkhad Kharki                                       |            |
| 19 h    |                       | Rugby à sept Tournoi féminin                        | Compétition femmes                            | Finale                             | Australie 24-17 Nouvelle-Zélande                                                        |            |
| 19 h 30 |                       | Water-polo Tournoi masculin                         | Compétition hommes                            | Premier tour Groupe A              | Japon 8-16 Brésil                                                                       |            |
| 19 h 45 |                       | Basket-ball Tournoi féminin                         | Compétition femmes                            | Premier tour Groupe B              | Sénégal 64-101 Chine                                                                    |            |
| 19 h 50 |                       | Handball Tournoi féminin                            | Compétition femmes                            | Tour préliminaire Poule B          | Argentine 18-26 Pays-Bas                                                                |            |
| 20 h 30 |                       | Tennis de table Simple                              | Compétition hommes                            | 4e tour                            | -                                                                                       | -          |
| 20 h 30 |                       | Tennis de table Simple                              | Compétition femmes                            | 4e tour                            | -                                                                                       | -          |
| 20 h 30 |                       | Volley-ball Tournoi féminin                         | Compétition femmes                            | Tour préliminaire Groupe A         | Russie 3-1 Corée du Sud                                                                 |            |
| 20 h 50 |                       | Water-polo Tournoi masculin                         | Compétition hommes                            | Premier tour Groupe B              | Croatie 8-7 Monténégro                                                                  |            |
| 20 h 50 |                       | Water-polo Tournoi masculin                         | Compétition hommes                            | Premier tour Groupe A              | Hongrie 9-9 Australie                                                                   |            |
| 21 h    |                       | Beach-volley Tournoi masculin                       | Compétition hommes                            | Phase de poules                    | -                                                                                       | -          |
| 21 h    |                       | Beach-volley Tournoi féminin                        | Compétition femmes                            | Phase de poules                    | -                                                                                       | -          |
| 21 h 50 |                       | Handball Tournoi féminin                            | Compétition femmes                            | Tour préliminaire Poule A          | Angola 27-25 Monténégro                                                                 |            |
| 22 h    |                       | Natation 200 m papillon                             | Compétition hommes                            | Demi-finales                       | -                                                                                       | -          |
| 22 h    |                       | Natation 200 m nage libre                           | Compétition femmes                            | Demi-finales                       | -                                                                                       | -          |
| 22 h    |                       | Natation 200 m 4 nages                              | Compétition femmes                            | Demi-finales                       | -                                                                                       | -          |
| 22 h    |                       | Natation 200 m nage libre                           | Compétition hommes                            | Finale                             | Sun Yang · Chad le Clos · Conor Dwyer                                                   |            |
| 22 h    |                       | Natation 100 m dos                                  | Compétition hommes                            | Finale                             | Ryan Murphy · Xu Jiayu · David Plummer                                                  |            |
| 22 h    |                       | Natation 100 m dos                                  | Compétition femmes                            | Finale                             | Katinka Hosszú · Kathleen Baker · Kylie Masse et Fu Yuanhui                             |            |
| 22 h    |                       | Natation 100 m brasse                               | Compétition femmes                            | Finale                             | Lilly King · Yuliya Yefimova · Katie Meili                                              |            |
| 22 h 30 |                       | Basket-ball Tournoi masculin                        | Compétition hommes                            | Premier tour Groupe A              | France 88-60 Chine                                                                      |            |
| 22 h 35 |                       | Volley-ball Tournoi féminin                         | Compétition femmes                            | Tour préliminaire Groupe A         | Brésil 3-0 Argentine                                                                    |            |

## Tableau des médailles provisoire
- Pays organisateur (Brésil)

## Tableaux des médailles
| Rang  | Nation           | Or | Argent | Bronze | Total |
| ----- | ---------------- | -- | ------ | ------ | ----- |
| 1     | États-Unis       | 2  | 2      | 3      | 7     |
| 2     | Chine            | 2  | 1      | 2      | 5     |
| 3     | Japon            | 2  | 0      | 1      | 3     |
| 4     | Russie           | 1  | 3      | 1      | 5     |
| 5     | Italie           | 1  | 1      | 0      | 2     |
| 5     | Thaïlande        | 1  | 1      | 0      | 2     |
| 7     | Australie        | 1  | 0      | 0      | 1     |
| 7     | Brésil           | 1  | 0      | 0      | 1     |
| 7     | Colombie         | 1  | 0      | 0      | 1     |
| 7     | Croatie          | 1  | 0      | 0      | 1     |
| 7     | Hongrie          | 1  | 0      | 0      | 1     |
| 12    | Ukraine          | 0  | 1      | 1      | 2     |
| 13    | Afrique du Sud   | 0  | 1      | 0      | 1     |
| 13    | Azerbaïdjan      | 0  | 1      | 0      | 1     |
| 13    | Indonésie        | 0  | 1      | 0      | 1     |
| 13    | Mongolie         | 0  | 1      | 0      | 1     |
| 13    | Nouvelle-Zélande | 0  | 1      | 0      | 1     |
| 18    | Canada           | 0  | 0      | 2      | 2     |
| 18    | Grande-Bretagne  | 0  | 0      | 2      | 2     |
| 20    | Belgique         | 0  | 0      | 1      | 1     |
| 20    | Géorgie          | 0  | 0      | 1      | 1     |
| 20    | Kazakhstan       | 0  | 0      | 1      | 1     |
| 20    | Portugal         | 0  | 0      | 1      | 1     |
| 20    | Taipei chinois   | 0  | 0      | 1      | 1     |
| Total | Total            | 14 | 14     | 17     | 45    |

| Rang  | Nation           | Or | Argent | Bronze | Total |
| ----- | ---------------- | -- | ------ | ------ | ----- |
| 1     | États-Unis       | 5  | 7      | 7      | 19    |
| 2     | Chine            | 5  | 3      | 5      | 13    |
| 3     | Australie        | 4  | 0      | 3      | 7     |
| 4     | Italie           | 3  | 4      | 2      | 9     |
| 5     | Japon            | 3  | 0      | 7      | 10    |
| 6     | Hongrie          | 3  | 0      | 0      | 3     |
| 7     | Russie           | 2  | 5      | 3      | 10    |
| 8     | Corée du Sud     | 2  | 2      | 1      | 5     |
| 9     | Thaïlande        | 2  | 1      | 1      | 4     |
| 10    | Grande-Bretagne  | 1  | 1      | 2      | 4     |
| 11    | Brésil           | 1  | 1      | 0      | 2     |
| 11    | Suède            | 1  | 1      | 0      | 2     |
| 13    | Taipei chinois   | 1  | 0      | 2      | 3     |
| 14    | Belgique         | 1  | 0      | 1      | 2     |
| 15    | Argentine        | 1  | 0      | 0      | 1     |
| 15    | Colombie         | 1  | 0      | 0      | 1     |
| 15    | Croatie          | 1  | 0      | 0      | 1     |
| 15    | Kosovo           | 1  | 0      | 0      | 1     |
| 15    | Pays-Bas         | 1  | 0      | 0      | 1     |
| 15    | Viêt Nam         | 1  | 0      | 0      | 1     |
| 21    | Afrique du Sud   | 0  | 2      | 0      | 2     |
| 21    | Indonésie        | 0  | 2      | 0      | 2     |
| 21    | Nouvelle-Zélande | 0  | 2      | 0      | 2     |
| 24    | Canada           | 0  | 1      | 3      | 4     |
| 25    | Kazakhstan       | 0  | 1      | 2      | 3     |
| 26    | Ukraine          | 0  | 1      | 1      | 2     |
| 27    | Azerbaïdjan      | 0  | 1      | 0      | 1     |
| 27    | Corée du Nord    | 0  | 1      | 0      | 1     |
| 27    | Danemark         | 0  | 1      | 0      | 1     |
| 27    | France           | 0  | 1      | 0      | 1     |
| 27    | Mongolie         | 0  | 1      | 0      | 1     |
| 27    | Philippines      | 0  | 1      | 0      | 1     |
| 33    | Ouzbékistan      | 0  | 0      | 2      | 2     |
| 34    | Espagne          | 0  | 0      | 1      | 1     |
| 34    | Géorgie          | 0  | 0      | 1      | 1     |
| 34    | Grèce            | 0  | 0      | 1      | 1     |
| 34    | Pologne          | 0  | 0      | 1      | 1     |
| 34    | Portugal         | 0  | 0      | 1      | 1     |
| Total | Total            | 40 | 40     | 47     | 127   |